# Тюнити Дрэгонс
Тюнити Дрэгонс (яп. 中日ドラゴンズ Chūnichi Doragonzu) — профессиональный бейсбольный клуб, базирующийся в Нигаси-ку, одном из районов города Нагоя. Команда выступает в Центральной лиге (ЦЛ) Японского профессионального бейсбола (НПБ). С 1997 года домашним стадионом команды является «Вантелин Доум Нагоя». Владельцем команды является крупный медиамагнат Уитиро Осима, которому также принадлежат газета Тюнити симбун, телестанция Tōkai Television Broadcasting и информационное агентство Киодо Цусин. «Дрэгонс» дважды выигрывали Японскую серию (в 1954 и в 2007 годах) и девять раз становились победителями Цэ Лиги. В 2007 году команда также выиграла Азиатскую серию.

## История франшизы

### Основание и Японская бейсбольная лига (1934—1948)
После образования в 1934 году бейсбольного клуба «Грейт Джапан Токио» медиа-магнатом Мацутаро Сёрики, он обратился к главному редактору газеты Син Аити симбун Хитоси Танаке с предложением создать свою команду в Нагое. Однако тот изначально планировал создать свою лигу, Бейсбольную ассоциацию Великой Японии, в противовес Японской бейсбольной лиге Сёрики. В неё, кроме будущей команды из Нагои, должен был также входить клуб из Токио.
Изначально планировалось, что команда будет называться «Киндзё Гун» (яп. 金城軍 Kinjo Gun) в честь замка Нагои, однако конкурировавшая с Син Аити симбун Нагоя симбун основала команду «Кинсати Гун», поэтому название было решено изменить. Команда была образована 15 января 1936 года как «Нагоя Гун» (яп. 大日本東京野球倶楽部 Nagoya Gun).
Председателем команды стал Масанао Оно, хотя фактическим владельцем команды был генеральный директор Син Аити симбун Итиро Осима. Уже в начале февраля идея основания собственной лиги была отброшена, и команда, вместе с «Токио Гун», присоединилась к Японской бейсбольной лиге. Генеральным менеджером команды стал Ясуси Коно, полевым менеджером — Ютака Икэда. Тогда в ростер команды вошли: первый лидер лиги по отбиванию Сусуму Наканэ, американский кетчер «Баки» Харрис Макгаллиард, мастер инфилда Хага Наоти, уроженец Гавайев Ёсио Такахаси, слоуболер Сигэру Мории и капитан Ёсикадзу Масу.
В 1937 году Коно покинул команду, чтобы сформировать «Коракуэн Иглз», и вслед за ним ушли Наканэ, Харрис, Такахаси и ещё ряд игроков, после чего результаты «Нагои» пошли на спад. В довоенный период команда не достигла больших успехов, в том числе потому что не было большого количества звёзд: такие игроки, как Киёси Осава, Кодзо Мацуо и Юкио Мурамацу появлялись нечасто.
Ещё в 1936 году к команде присоединился питчер Митио Нисидзава. На тот момент ему было всего 15 лет, что сделало его самым молодым профессиональным игроком в истории японского бейсбола. Он выступал за команду с небольшими перерывами до 1958 год, став одним из самых известных её игроков. К 1939 году он уже одержал 20 побед, а лучшим годом в его питчерской карьере стал 1942. 24 мая в матче против «Тайё Уэйлс» (4—4) он провёл на поле 28 полных иннингов, совершив 311 подач, а 18 июля в игре с бейсбольным клубом «Ханкю» бросил единственный в своей карьере ноу-хиттер. Его ERA составлял 2,23, большая нагрузка на суставы в сочетании с травмами, полученными за два года военной службы, вынудили его перейти сперва на первую базу, а затем и в аутфилд. После ранних неудач на бите Нисидзава превратился в опасного бэттера. В 1950 году он установил тогдашний рекорд лиги, выбив 46 хоум-ранов. Его лучший хиттерский сезон пришелся на 1952 год, когда он лидировал в лиге как по проценту отбивания, так и по количеству RBI. В общей сложности 5 раз участвовал в Матче всех звёзд НПБ и 3 раза получал награду Лучшая девятка. Его 15 номер выведен «Тюнити Дрэгонс» из обращения, а в 1977 году Нисидзава был включён в Зал славы бейсбола.
В 1942 году, ввиду газетного контроля, Син Аити симбун объединилась с Нагоя симбун и образовала Тюнити симбун. Возросшие расходы на персонал было решено нивелировать уменьшением прочих затрат, в том числе на бейсбольную команду. Осима за счёт личных средств обеспечил участие команды в сезоне 1943, а в следующем году её функционирование команды обеспечивал председатель Масаси Акаминэ.
5 февраля 1944 года команда перешла под управление Riken Industries (компании Riken Group, которая была основана на базе института RIKEN). Название было изменено на «Сангё Гун» (яп. 産業軍 Sangyo Gun), а новым владельцем стал Соити Мацунэ, вице-президент Riken Industries. Игроки также трудились на фабриках или служили в армии, и многие из них погибли на войне, например, Синъити Исимару, один из двух японский бейсболист-камикадзе.
После окончания войны в ноябре 1945 года Осима снова стал спонсором команды, но из-за поддержки военных действий на страницах своей газеты был вынужден уйти с поста президента, поэтому новым владельцем стал Тораносукэ Сугияма, бывший подчинённый Осимы. С возобновлением лиги в феврале 1946 года управление командой перешло к дочерней компании газеты Chubu Nippon Baseball Club Co., Ltd. Название при этом было изменено на «Тюбу Ниппон» (яп. 中部日本 Chubu Nippon). Менеджером стал Киёси Сугиура, ставший первым играющим тренером в истории команды. Первый послевоенный сезон команда закончила на последнем месте в лиге.
Перед началом сезона 1947 Ассоциация бейсбола Японии согласилась ввести прозвища для каждой команды, как в американском бейсболе. Поскольку Сугияма родился в 1904 году, в год дракона, было решено добавить английский перевод слова «дракон», и команда была переименована в «Тюбу Ниппон Дрэгонс» (яп. 中部日本ドラゴンズ Chubu Nippon Dragons). В этом сезоне результаты команды улучшились, она заняла второе место, хотя и не претендовала на победу в лиге. Тем не менее, внутри руководства «Дрэгонс» зрел конфликт: Акаминэ, несколько лет лично управлявший командой, противостоял газетной компании, которая активно вмешивалась в дела команды. Так, назначение Сигиуры было именно её инициативой. Поэтому, использовав неудачи команды как предлог, 1 ноября Тюнити симбун уволила Акаминэ. Однако вслед за менеджером из команды ушли 12 игроков, в том числе Сёдзи Като, Сэйдзо Фурукава, Масааки Ногути, Макото Кодзуру и Хидэо Фудзимото. Этот скандал впоследствии получил название «Вихрь Акаминэ».
Одним из пришедших в то время в команду игроков был питчер и бэттер Цугухиро Хаттори. Он выступал за команду с перерывами до 1958 года, внеся значительный вклад в её успехи. Он стал первым питчером «Дрэгонс», одержавшим 100 побед. 12 августа 1952 года в игре против «Ёмиури Джайентс» он вышел на биту в качестве пинч-хиттера и выбил грэнд-слэм, а затем вышел на горку в качестве реливера и выиграл игру. Позже его 10 номер был выведен из обращения.
В 1948 году команда вновь сменила название на «Тюнити Дрэгонс» (яп. 中日ドラゴンズ Chunichi Dragons). В том сезоне она потерпела 83 поражения, установив антирекорд франшизы. Также в том году был построен деревянный стадион «Тюнити» (позже «Нагоя»).

### Первое чемпионство (1949—1959)
В 1949 году менеджером команды стал Сунити Амати, а буллпен пополнил форкболер Сигэру Сугисита. Он провёл в составе «Дрэгонс» пять лет, дважды одержав более 30 побед за сезон (каждый год он одерживал не менее 23 побед), а также получив три награды Эйдзи Савамуры. В том же году были образованы Тихоокеанская и Центральная лиги; «Тюнити» присоединился к последней.
В 1950 году, следуя примеру команд Главной лиги бейсбола, руководство объединило Chubu Nippon Baseball Club Co., Ltd. и Chunichi Stadium Co., Ltd., владевшую стадионом, в Nagoya Baseball Co., Ltd. На поле команда доминировала в лиге, одержав наибольшее количество побед в истории франшизы (89), но даже так не смогла одержать победу в лиге, уступив первое место «Сётику Робинс» с 98 победами в 137 играх.
25 января 1951 года из Nagoya Baseball Co., Ltd. была выделена Nagoya Baseball Club Co., Ltd., а 6 февраля к управлению командой на следующие два года присоединилась Nagoya Railroad Co., Ltd., из-за чего название было изменено на «Нагоя Дрэгонс» (яп. 名古屋ドラゴンズ Nagoya Dragons). 19 августа пожаром был уничтожен «Тюнити», в межсезонье он был восстановлен из железобетона. Оставшиеся игры чемпионата «Дрэгонс» провели на «Нариуми». Команда вновь заняла второе место, значительно уступив «Ёмиури Джайентс», которые выиграли чемпионат.
В течение 1952 года командой управлял владелец Тюнити симбун Рюдзо Кояма. Тогда к борьбе между «Джайентс» и «Дрэгонс» за победу в Цэ Лиге присоединились «Осака Тайгерс»; в итоге команда из Нагои заняла третье место. 3 июня во втором матче дабл-хедера против «Тайё Уэйлс» установил рекорд в японском бейсболе по количеству баз, украденных за игру (6). В следующем сезоне «Дрэгонс» вновь заняли третье место, а 25 июня провели первый вечерний матч против «Хиросима Карп». 19 декабря 1953 года было решено, что командой будет управлять газета Тюнити симбун, а 14 января 1954 года название управляющей компании было изменено на Chubu Nippon Baseball Association Co., Ltd. Название команды в свою очередь было изменено обратно на «Тюнити Дрэгонс». 30 января Nagoya Railroad полноценно отошла от управления командой.
Перед сезоном 1954 на пост менеджера вернулся Сунити Амати, которого игроки почтительно называли Амати-сан. 31 августа NHK впервые транслировала по телевидению игру «Джайентс» на стадионе «Тюнити». 19 октября команда впервые с момента своего основания завоевала чемпионский титул, когда занявшая второе место «Ёмиури» проиграла занявшей третье место «Осаке». В тот день игроки с тренером отправилась в турне по Токио, и узнали о победе только по телеграмме, прибыв на станцию Иокогама. В том сезоне «Дрэгонс» набрали рекордный процент побед (68,3), что до сих пор остаётся лучшим показателем в истории команды. В Японской серии команда победила «Ниситэцу Лайонс», также впервые став чемпионом страны. Ключевыми игроками того состава «Дрэгонс» были Митио Нисидзава, Сигэру Сугисита, Сатору Сугияма и Кацухико Исикава.
В межсезонье Амати покинул команду из-за проблем со здоровьем, поэтому играющим тренером был назначен Акира Ногути. При нём «Тюнити» занял второе место, вновь уступив «Джайентс». Примерно в это же время Toyota Motor Corporation рассматривала возможность приобретения команды в ответ на просьбу бизнес-сообщества Нагои. Президент компании Тайдзо Исида был большим поклонником бейсбола и с большим энтузиазмом отнесся к идее покупки. Он даже планировал переименовать команду в «Тойота Краунс», чтобы повысить продажи только что выпущенного Toyota Crown. Однако он отказался от этой идеи после того, как его советники заявили, что «фанаты других команд (таких как «Джайентс» или «Тайгерс») перестанут покупать автомобили Toyota».
В следующие несколько лет команда стабильно занимала третье место в лиге. В 1957 году на сезон вернулся Амати, но не смог привести «Дрэгонс» к очередной победе. Год спустя команду пополнили перспективные Тосинобу Мидзутани и Эйдзи Бандо, установивший рекорд Летнего Косиэна по страйкаутам (83).
В 1959 году в связи с политикой клуба все игроки старше 30 лет покинули команду, а Сугисита был вынужден стать менеджером. Ряды «Дрэгонс» пополнили ряд перспективных питчеров — Цутому Ина, Ясуси Кодама и Хироми Оянэ — и бэттеров: Синити Это, Масухо Маэда и Моримити Такаги. 26 сентября на побережье обрушился тайфун Вера, затопивший стадион, из-за чего последние 8 игр сезона были сыграны в гостях.

### Путь ко второму вымпелу (1960—1974)
В феврале 1960 года название управляющей компании было изменено на Chunichi Dragons Co., Ltd. Тот сезон стал провальным для буллпена «Дрэгонс», из-за чего команда заняло только пятое место, а Сугисита подал в отставку. Следующий год отметился сменой не только менеджера (им стал Ватару Нохито), но и владельца: Кояму сменил Ёра Айти. Под руководством Нохито и благодаря новичку Хироси Гондо команда заняла второе место, отстав от «Джайентс» на одну игру. В следующем сезоне «Дрэгонс» стали первой командой НПБ, подписавшими игроков МЛБ — Дона Ньюкомба и Ларри Доби.
В 1963 году Сугисита во второй раз возглавил команду, но вновь не смог опередить «гигантов». В межсезонье к команде присоединился Тацухико Кимата. Сезон 1964 она начала очень слабо, пропустив в игре с «Тайё» 30 ранов и одержав всего две победы в марте. В середине сезона пост главного тренера занял Митио Нисидзава, но ему не удалось исправить положение, и «Дрэгонс» впервые с разделения лиг заняли последнее место, повторив антирекорд по количеству поражений.
В течение следующих трёх лет команда показывала хорошие результаты, занимая вторые места, а в 1966 году к «Тюнити» присоединился Такаси Идэ. В 1968 году, незадолго до начала тренировочного лагеря, Нисидзава подал в отставку из-за обострения язвы двенадцатиперстной кишки, и на должность менеджера вновь вернулся Сугисита. При нём команда не отличалась стабильностью, и уже 24 июня он был уволен. Заменивший его исполняющий обязанности тренер второй команды Хонда Ицуро не исправил ситуацию, и команда вновь заняла последнее место.
В межсезонье его пост занял легендарный Сигэру Мидзухара, четыре раза приводивший к победе в Японской серии «Джайентс» и один раз — «Тоэй Флайерс». На драфте того года были выбраны Сэнъити Хосино, Ясунори Осима, Кадзуфуми Такэда, Синдзи Масаока и Киндзи Симатани. В первые сезоны при Мидзухаре команда не добилась больших успехов, занимая места в середине таблицы и не отличаясь нетривиальными показателями: она показывала средний процент отбивания (23,1, четвёртое место в лиге), а также ей не хватало сплочённости, но была в числе лидеров по количеству хоум-ранов (145, второе место).
На драфте 1969 года «Дрэгонс» выбрали Кэнити Танидзаву, Нобору Нисиду, Юкиюки Мацумото и Юкихару Сибую, а в межсезонье приобрели у «Джайентс» Сёдзо Это. В следующем году ряды команды пополнили Мицуо Инаба и Дзюн Мисава. В том же 1970 году Танидзава отбивал 25,1, выбил 11 хоум-ранов и выиграл награду Новичок года. Кроме того, японский бейсбол потряс скандал «Чёрный туман». В апреле Цутому Танака, завершивший карьеру годом ранее, был арестован в связи с обвинениями в договорных матчах и ставках на договорные заезды в автогонках. В мае по тем же обвинениям был арестован Кентаро Огава; оба были пожизненно дисквалифицированы.
Перед сезоном 1972 главный тренер Канамэ Ёнаминэ был повышен до должности менеджера, а его место занял Садао Кондо. Команда открыла сезон шестью победами подряд и удерживала лидерство до начала мая, но затем растеряла темп и закончила год на третьем месте. На драфте были выбраны Такамаса Судзуки и Кёхэй Таники. В межсезонье в рамках трёхстороннего обмена с «Хиросима Тойо Карп» и «Лотте Орионс» команду покинули Кадзуто Кавабата и Такуми Эдзима, а пополнили Хироаки Иноуэ и Хиросэ Осаму. В следующем сезоне «Дрэгонс» удерживала лидерство до августа, но стали лишь третьими. С драфта в команду пришёл Юкио Фудзинами, а из «Гавайи Айлендерс» — Томас Мартин.
Начиная с начала 1970-х годов дела Chunichi Shimbun Company, владевшей, в том числе, Тюнити симбун, начали ухудшаться, что повлекло за собой ухудшение положения дочерней Chunichi Stadium Co., Ltd., которой принадлежал стадион «Тюнити». В 1973 году на пляже Сима в префектуре Миэ был найден мёртвым после совершения самоубийства президент компании, после чего было обнаружено, что она обанкротилась. Впоследствии ряд её высокопоставленных служащих подвергались шантажу, а четверо даже были убиты. В то время в регионе Токай не было стадионов, где можно было бы проводить домашние матчи, поэтому команда оказалась на грани потери своей домашней базы, но с согласия кредиторов ей было разрешено играть там в течение следующих двух сезонов.
Сезон 1974 стал победным для команды: «Дрэгонс» впервые за 20 лет закончили сезон на первом месте, не дав «Джайентс» завоевать своё 10-е чемпионство подряд. Садао Кондоро, проводивший в 1954 году свой последний сезон в карьере, стал первым игроком в истории команды, приведший её к вымпелу как в качестве игрока, так и в качестве тренера. Важную роль в триумфе сыграл Томас Мартин, выиграв командную двойную корону с 35 хоум-ранами и 87 RBI. Сэнъити Хосино одержал 15 побед и 10 сэйвов и получил награду Эйдзи Савамуры. Однако в Японской серии «Тюнити Дрэгонс» уступили «Лотте Орионс» (2—4).

### Борьба в подвале таблицы (1975—1980)
Перед сезоном 1975 команда считалась фаворитом Цэ Лиги. Этому способствовала плохая форма «Ёмиури»: она впервые заняла последнее место. Но в итоге победителем стала «Хиросима», обойдя «Тюнити» на 4,5 игры. Иноуэ был лидером лиги по количеству хитов (149), а Судзуки — по количеству сэйвов (21). В следующем сезоне на «Коракуэне», домашнем стадионе «Джайентс», покрытие было заменено на искусственное, к чему игроки не сразу привыкли, из-за чего у «Джайентс» на «Коракуэне» была статистика 0—12—1. В совокупности с травмой Хосино это привело к ухудшению результатов, сезон команда закончила на четвёртом месте. Судзуки вновь стал лидером по количеству сэйвов (32), а также по ERA среди реливеров (2,98). Ясуси Тао, отбивавший 27,7 и выбивший 46 хитов и 21 RBI в 67 играх, был признан Новичком года. После окончания сезона Садао Кондо подал в отставку. В том же 1976 году компании, входившие Chunichi Shimbun Company, при поддержке Toyota Motor Corporation и Chubu Electric Power инвестировали в новую операционную компанию Nagoya Baseball Stadium Co., Ltd., которая взяла на себя управление стадионом и переименовала его в стадион «Нагоя».
Перед сезоном 1977 в обмен на Киёси Моримото и Ёсинори Тоду в «Ханкю Брэйвз» ушли Киндзи Симатани и Мицуо Инаба. Эта сделка стала провальной для «Дрэгонс»: Симатани увеличил процент отбивания с 27,8 до 32,5, а Мицуо — количество побед с 3 до 17, при этом Моримото провёл из-за травм всего 49 игр за год, а Тода одержал всего 6 побед против 12 в предыдущем сезоне. Команда закончила сезон на третьем месте, отстав от «Джайентс» на 15,5 игр; в отставку подал менеджер Ёнаминэ. Средним процент отбивания команды составил 50,0 благодаря Танидзаве, ставшему лидеру по отбиванию и получившему награду Лучшая девятка.
В 1978 году менеджером стал Тосио Нака. Команда заняла пятое место, поскольку ряд ключевых игроков получили травмы: преодолевший отметку в 2000 хитов Моримити Такаги досрочно завершил сезон из-за столкновения с соперником, Танидзава — из-за травмы ахиллова сухожилия, а Ясунори Осима — из-за перелома мизинца на левой руке. В следующем сезоне «Дрэгонс» заняли третье место, а Кимия Фудзисава, проведший 185,1 иннинг с ERA 2,82, разницей побед и поражений 13—2 и бросивший 129 страйк-аутов, удостоился награды Новичок года.
1980 год стал худшим для команды за много лет: «Тюнити» занял последнее место впервые с 1968 года, а также показал худший процент побед (37,2) с 1950 года. Плохие результаты показывали как питчеры (Осима сразу после первой игры выбыл из-за дорожно-транспортного происшествия, а Хосино и Фудзисава показали ужасную разницу побед и поражений: 6—12 и 1—15), так и бэттеры (американцы Уэйн Гарретт и Бобби Джонс были отчислены в середине года за плохую игру). Единственным светлым пятном был Танидзава, отбивавший 36,9 и получивший награду вернувшемуся игроку года. После окончания сезона Нака был уволен.

### «Бейсбол диких самураев» (1981—1991)
В межсезонье менеджером был назначен Садао Кондо, с которым команда заняла пятое место. Перед сезоном 1982 для помощи ветеранам, таким как Хосино и Кимата, пришли молодые игроки, такие как Кен Хирано, Такаёси Накао и Сэйдзи Камикава. Их агрессивный атакующий стиль («Дрэгонс» в том сезоне стали лидерами по количеству хоум-ранов — 143) стал известен как «Бейсбол диких самураев» (яп. 野武士野球 Notakeshi yakyuu). В том сезоне команда установила рекорд НПБ по количеству ничьих (19) и в последней игре 19 октября против «Тайё» решала судьбу вымпела Цэ Лиги. Благодаря шат-ауту Тацуо Комацу «Дрэгонс» выиграли свой третий и первый за 8 лет чемпионский титул, став лишь второй после «Ханкю» 1975 года командой-чемпионом, победившей в меньше чем половине игр. Накао был назван MVP сезона. В Японской серии «Тюнити Дрэгонс» вновь проиграли, на этот раз «Сэйбу Лайонс» (2—4). Следующий год команда завершила на пятом месте, после чего Кондо покинул свой пост.
Вместо него менеджером был назначен Кадзухиро Ямаути, с которым команда заняла последовательно второе и пятое место. В 1985 году Кэнити Танидзава стал вторым игроком в истории «Дрэгонс», достигшим отметки в 2000 хитов. Посередине сезона 1986 Ямаути был уволен, а исполняющим обязанности менеджера стал Моримити Такаги, с ним команда вновь заняла пятое место. В межсезонье менеджером был назначен Сэнъити Хосино, а команду пополнили 18-летний Синити Кондо и дважды обладатель тройной короны Хиромицу Отиаи, перешедший из «Лотте» в результате обмена на Камикаву, Кадзухико Усидзиму, Сигэру Кувату и Садахару Хирануму.
Перед сезоном 1987 команда заключила партнёрские отношения с «Лос-Анджелес Доджерс» и стилизовала форму под них. Она не должна была быть представлен вплоть до опен-дея против «Джайентс», и до этого момента действовал строгий запрет на разглашение, включая даже производителя формы. из-за дизайна команду иногда называли «Доджегонс» или «Дораджес», что является игрой слов с названиями обеих команд. Хотя в мае «Дрэгонс» ненадолго захватили лидерство, в итоге они опустились на второе место. Горячий темперамент Хосино часто приводил к стычкам и дракам. В своём первом профессиональном старте 9 августа против «Ёмиури» новичок Кондо бросил ноу-хиттер. В межсезонье с драфта к команде присоединился Кадзуёси Тацунами, в результате обмена Ясунори Осимы и Кодзи Соты «Ниппон-Хэм Файтерс» — Тацуо Омия и Томио Танака, Хирано в «Сэйбу» — Кадзуюки Оно, а также Каору Нимура в качестве свободного агента.
В конце апреля 1988 года команда занимала последнее место, а 8 июля потерпели шестое поражение подряд, в результате чего их статистика составила 29 побед, 31 поражение и две ничьи. Однако со следующего дня они совершили камбэк, одержав 50 побед, потерпев 15 поражений и сыграв три ничьи. Процент побед за этот период составил 76,9, а за весь сезон — 63,2, что позволило «Тюнити» выиграть четвёртый вымпел Цэ Лиги. Хосино стал первым доморощенным тренером-чемпионом в истории команды. Кадзуюки Оно стал лидером лиги по количеству побед (18), а реливер Гэндзи Каку оформил 37 сэйвов и был назван MVP. В Японской серии «Дрэгонс» вновь проиграли «Лайонс» (1—4). Поскольку в 1997 году команда переехала на новый стадион, эта Японская серия стала последний, проводившейся на «Нагое». В межсезонье к «Тюнити» в рамках обмена с «Джайентс» на Накао присоединились Такаси Нисимото и Сигэхару Камогава, а в результате перехода Синго Мотомуры и Тэцуи Катахиры в «Хиросиму» — Мицухиро Катаоки и Хироюки Сайто.
В следующем сезоне Тацунами и Комацу выбыли из-за травмы, а Оно переживал спад, что привело к тому, что команда заняла третье место. Однако были и положительные моменты: Каку повторил японский рекорд по количеству сэйвов подряд (12), Отиаи стал лидером лиги по количеству RBI (116), а Нисимото — одним из двух по количеству побед (20). 12 августа «Дрэгонс» играли против «Джайентс», стартером которых был второй лидер по количеству побед Масаки Сайто. Единственный хит в игре был выбит внизу девятого иннинга, им стал уок-офф хоум-ран Отиаи. Это позволило «Тюнити» впервые с 1984 года выиграть серию с «Ёмиури». В межсезонье команда на драфте выбрала Цуёси Ёду, в результате обмена Камогавы и Катаоки в «Тайё» получила Исаму Киду и Кацунори Китано, а в результате перехода Ёсихисы Комацудзаки и Ясухару Фудзио в «Ниппон-Хэм» — Юкио Танаку.
1990 год команда завершила на четвёртом месте, хотя новичок Ёда оформил 31 сэйв и завоевал награду Новичок года, вернувшийся Тацунами и другой новичок Вэнс Лоу отбивали 30,0%, а Отиаи стал лидером по RBI (102) и хоум-ранам (34). В игре с «Джайентс» в голову раннера попал мяч, после чего завязалась драка, в которой поучаствовал даже менеджер Хосино. На драфте был выбран Коити Морита. В сезоне 1991 «Дрэгонс» долго боролись за первое место, даже завершили первую половину на первом месте, однако растеряли темп и закончили год на втором месте. Клоузер Морита одержал 10 побед и набрал 17 сэйвов, а в 13 выходах на биту выбил два хоум-рана, что принесло ему награду Новичок года. Отиаи вновь стал лидером по RBI (91) и боролся за звание лучшего отбивающего, но незначительно уступил Ацуе Фуруте из «Якульт Суоллоуз». В межсезонье Хосино покинул команду по состоянию здоровья и его пост занял Моримити Такаги.

### Путь к пятой победе в Цэ Лиге (1992—1999)
В его дебютном сезоне Цэ Лига показала удивительно высокий уровень конкуренции, из-за чего «Дрэгонс» завершили сезон с 60 победами и 70 поражениями, что стало худшим результатом с 1980 года. Одним из немногих светлых пятен стало выступление новичка Тэруёси Кудзи, который отбивал 24,5 и стал первым игроком, получившим награду Новичок год с нулевым показателем хоум-ранов (в 2009 году его достижение повторил Тэцуя Мацумото). В том же году в американский и японский прокат вышел спортивный комедийный фильм «Мистер бейсбол» режиссёра Фреда Скеписи, где главный герой Джек Эллиотт в исполнении Тома Селлека, ветеран «Нью-Йорк Янкис», вынужден выступать за «Тюнити Дрэгонс». Фильм получил в основном негативные оценки и провалился в прокате, хотя обрёл некоторую любовь среди зрителей и особенно в Нагое. Согласно The New York Times, фильм всё ещё точно изображает особенности японского бейсбола.
В сезоне 1993 два питчера-левши, Масахиро Ямамото и Синдзи Иманака показали высокий уровень игры, став лидерами лиги по победам (17). Также первый получил награду Эйдзи Савамуры, а второй стал лидером по ERA (2,45). Тем не менее команда не смогла навязать борьбу «Суоллоуз», заняв второе место. Межсезонье отметилось крупным скандалом. С 1987 года за «Дрэгонс» выступал Хиромицу Отиаи, ставший лидером команды и главным персональным врагом «Ёмиури Джайентс». Однако в декабре 1993 года 40-летний ветеран вдруг становится свободным агентом и переходит в состав токийской команды. По слухам, зарплата игрока составила 4,5 миллиарда йен (около 40,5 миллионов долларов США), что стало самой высокой зарплатой в мире в то время. Данный переход вызвал осуждение со стороны фанатов, СМИ и руководства «Дрэгонс». Впоследствии данному переходу, а также токийскому периоду карьеры Отиаи была посвящена книга «Ёмиури Джайентс против Хиромицу Отиаи», выдержавшая три переиздания.
С середины 1994 года «Дрэгонс» боролись за чемпионство с «Джайентс», однако в конце августа потерпела серию из восьми поражений подряд. В сентябре распространились слухи, что Хосино вернётся вместо Моримити Такаги, контракт с которым заканчивался в том году. Более того, он сам намекнул на своё намерение уйти с поста менеджера в этот момент, но 20 сентября началась серия из девяти побед подряд, что позволило сравняться с «Ёмиури», и судьба вымпела Цэ Лиги решалась 8 октября в последней игре сезона, которая стала первым в истории лиги тай-брейкером, ставшая известной также как Решающий матч 10.8 (яп. 10.8決戦 Kessen 10.8). В той игре «Дрэгонс» проиграли 3—6 и заняли второе место. Гэндзи Каку стал лидером по ERA (2,45), Ямамото — по победам (19), Алонсо Пауэлл — по отбиванию (32,4), а Ясуаки Тайхо — по хоум-ранам (38) и RBI (107). Контракт Такаги всё же был продлён. В межсезонье к команде на правах свободного агента присоединился Ёсиаки Канемура.
В новом сезоне команда сильно регрессировала. 2 июня в матче против «Хансин» Моримити вступил в спор с ампайером, после чего был удалён с поля. После игры он подал отставку. Кроме того, в тот же день скончался владелец команды Миитиро Като. Исполняющим обязанности стал менеджер второй команды Икуо Симано. Сезон «Дрэгонс» завершили на пятом месте, и только 20 сентября было объявлено о возвращении Хосино. Пауэлл второй год подряд стал лидером лиги по проценту отбивания (35,5). В межсезонье команду пополнили Кацуёси Мурата, Кадзуяки Ямано, Кадзунори Хигути и южнокореец Сон Дон Ёл, являвшийся звездой КБО Лиги: трёхкратный MVP, четырёхкратный обладатель тройной короны, четырёхкратный лидер по победам, пятикратный лидер по страйк-аутам, восьмикратный лидер по ERA.
Предполагалось, что Сон станет ведущим клоузером команды, но он не смог адаптироваться к японскому бейсболу и в итоге выступил плохо. 11 августа в матче против «Джайентс» Сигэки Ногути и Акихиро Яно бросили комбинированный ноу-хиттер, хотя и пропустили шесть уоков. В том сезоне «Ёмиури» под руководством Сигэо Нагасимы устроили мейк-драму в гонке за вымпел Цэ Лигы. 6 октября началась решающая серия между «Джайентс» и «Дрэгонс», которую последние проиграли, потерпев поражение в третьей игре (2—5). В том сезоне «Тюнити» удалось впервые с 1991 года выиграть серию против «Тайгерс». Такэси Ямасаки стал лидером по хоум-ранам (39), а Пауэлл в третий раз подряд стал лидером по отбиванию (34,0), став всего третьим игроком (после Нагасимы и Садахару О) и единственным иностранцем в истории НПБ, которому удалось это сделать.
Перед сезоном 1997 к команде присоединился Лео Гомес. Кроме того, она переехала с тесной «Нагои» на больший «Нагоя Доум», что негативно отразилось на бэттерах; единственным, державшим планку, был новичок Гомес с процентом отбивания 31,5 и 31 хоум-ранами. Большинство питчеров также сдали: ERA команды был 11-м в лиге. Из показывавших высокий уровень были Сон, записавший на свой счёт 38 сэйвов, и Ямамото, вновь ставший лидером по победам (19). В межсезонье команду покинули Пауэлл, Ясуаки Тайхо, Яно, Коити Сэкикава и Тэруёси Кудзи, а пополнили Кэнсин Каваками, Хирокадзу Ибата, Минамибути Токитака и две звёзды корейского бейсбола: Ли Чон Бом и Ли Сан Хун. Также «Дрэгонс» наняли Масанори Мияту в качестве тренера по питчингу.
До первой половины сезона 1998 у «Тюнити» был процент побед около 50, но во второй половине они быстро начали догонять лидировавших «Иокогама Бэйстарз», и 27 августа отставали всего на одну игру. Однако далее команда потерпела семь поражений и финишировала на втором месте. Общекомандный ERA был лучшим среди всех команд чемпионата, в том числе потому что Ногути стал лидером по этому показателю (2,34), Эйдзи Отиаи был назван лучшим реливером, получив 12,45 релиф-очков, а Каваками с 14 победами и 2,57 ERA был назван Новичком года. С драфта в команду пришли Косукэ Фукудомэ и Хитоки Ивасэ, а на правах свободного агента — Кадзухиро Такэда.
1999 год «Дрэгонс» начали с 11 побед подряд. Особо сильным был буллпен: средняя скорость подач питчеров «Тюнити» была самой высокой в НПБ. В июне Юсукэ Торигоэ был обменян в «Фукуока Тайэй Хокс» на Рё Кавано. В начале июля и в конце сентября команда оформила победные серии из восьми матчей, тем самым фактически решив исход чемпионской гонки с «Джайентс». Одержав 30 сентября верх над «Суоллоуз», «Дрэгонс» выиграла свой пятый вымпел Цэ Лиги, первый за 11 лет. Впервые команда закончила обе половины регулярного сезона на первом месте. «Тюнити» считался явным фаворитом Японская серия 1999 с «Тайэй». Однако лишь Каваками, одержавший победу, показал достойный уровень игры: Ногути потерпел два поражения в двух первых играх, Фукудомэ совершил ошибки в трёх играх подряд, а статистика Сэкикавы и Кадзуки Иноуэ составила 2/21 и 0/13 соответственно. В итоге «Дрэгонс» уступили «Хокс» 1—4. По окончании сезона команду покинули Сон, завершивший карьеру, Ли Сан Хун, перешедший в «Бостон Ред Сокс», Нобутоси Кисикава и Кавано, перешедшие в «Орикс Блювейв» в обмен на Тайру Судзуки.

### Доминация в лиге и второе чемпионство (2000—2012)
7 апреля 2000 года в своём втором старте в матче против «Иокогамы» новичок Мелвин Банч бросил ноу-хиттер, став четвёртым американцем в НПБ, кому это удалось. Также в том году он стал лидером лиги по победам (14). Другой новичок, реливер Эдди Гайярд, заменивший Сона на позиции клоузера, возглавил лигу по количеству сэйвов (36). Хотя в мае команда одержала десять побед подряд, но ни бэттеры, особенно звёздный новичок Дэйв Нилссон, ни питчеры не показывали прошлогодний уровень игры, особенно в матчах против «Джайентс», статистика против которых составила 9 побед и 18 поражений. Тем не менее, к финальному матчу сезона 24 сентября на «Токио Доум» «Тюнити» шёл вплотную с «Ёмиури», и к низу 9-го иннинга вёл 4—0. Но Гайярд пропустил сначала гранд-слэм от Акиры Это, а затем уок-офф хоум-ран от Томохиро Ниоки, в результате чего «Дрэгонс» потерпели поражение 4—5 и заняли только второе место. В межсезонье команду пополнили Тим Анро, Оззи Тиммонс, Кэндзиро Кавасаки и Макото Кито в результате обмена в «Хиросиму» на Ясуси Цуруту.
В сезоне 2001 Сигэки Ногути вновь показал высокий уровень игры, став лидером лиги по ERA (2,35) и страйк-аутам (187), но в целом команда выступила средне, впервые за шесть лет заняв пятое место. В апреле, сразу после начала сезона, команда обменяла Хитоси Танэду и Хироси Ямаду в «Иокогаму» на Тосио Хару, продала в «Ниппон-Хэм» Масахико Хараду и вновь подписала Гомеса, который ушёл зимой. Также в течение сезона команду покинули Дайсукэ Масуда, Ли и Анро. В межсезонье Хосино вновь покинул пост менеджера по состоянию здоровья, а на его место был назначен тренер по питчингу Хисаси Ямада, ставший первый после Ямаути менеджером, ранее не выступавшим за «Тюнити». Также команду покинули Тиммонс, Такэда, Судзуки и Юкинаги Маэда. На их место пришли Скотт Буллетт, Кадзухиро Хирамацу и Мотонубу Танисигэ.
В сезоне 2002 Фукудомэ стал лидером по отбиванию (34,3), тем самым лишив Хидэки Мацуи тройной короны. Также вновь надёжным клоузером показал себя Гайярд, вновь став лидером по сэйвам (36) 1 августа Каваками бросил ноу-хиттер против «Джайентс». Тем не менее, «Дрэгонс» проиграли им девять матчей, из-за чего закончили сезон на третьем месте. В июне команду пополнил один из величайших игроков в истории Кубы Омар Линарес, а в межсезонье — Марк Вальдес, Иван Крус и Масафуми Хираи. Зимой в «Тюнити» из «Флорида Марлинс» должен был перейти Кевин Миллар, который уже успел подписать двухлетний контракт на 6,2 миллиона долларов. Однако когда игрок был формально выставлен на вейвер, «Бостон Ред Сокс», проигнорировав джентльменское соглашение между лигами, перехватили игрока. В итоге японскому клубу пришлось в экстренном порядке подписывать Алекса Очоа из «Лос-Анджелес Энджелс». Также в марте команда приобрела Акинори Оцуку.
Несмотря на уверенный старт сезона и лидерство в течение месяца, к лету команда опустилась на пятое место. 5 июля в матче против «Джайентс» Кадзуёси Тацунами стал третьим игроком в истории «Тюнити», выбившим 2000 хитов. Плохие результаты команды были следствием проблем в буллпене: Кэнсин Каваками и Кента Асакура выбыли из-за травм, а 22 июля из-за разногласий с руководством Гайярд покинул Нагою. 9 сентября было объявлено об отпуске Ямады (фактически об увольнении) и о назначении исполняющим обязанности менеджера тренера по отбиванию Кёсукэ Сасаки. При нём команда одержала 14 побед, потерпела 5 поражений и один раз сыграла вничью, в итоге заняв второе место с большим отрывом от лидировавшего «Хансин». В межсезонье менеджером был назначен Хиромицу Отиаи, а команду пополнили Масахиро Каваи, Доминго Гусман и Масая Цуцуи.
Стартовым питчером на опенинг-дей сезона 2004 против «Хиросимы» стал Кэндзиро Кавасаки, перешедший в «Тюнити» три года назад и до этого не провёдший за команду ни минуты. За полтора иннинга он пропустил четыре рана и был заменён, но команда выиграла игру. «Дрэгонс» закончили апрель с 50% победами, но 11 мая впервые за четыре года опустились на последнее место. Тем не менее, месяц удалось закончить на первом месте. 20 июня, одержав семь побед подряд, команда окончательно вырвалась вперёд и не упускала лидерство до конца сезона. Победив 1 октября «Суоллоуз», «Дрэгонс» завоевали свой шестой и первый за пять лет вымпел Цэ Лиги. Победе способствовала надёжная игра как на горке — командный ERA, составивший 3,86, был наименьшим в лиге, а вернувшийся Каваками стал лидером НПБ по победам (17) — так и в защите: дуэт Масахиро Араки и второго бейсмена Хирокадзу Ибата обеспечил надёжность в инфилде, при этом команда допустило рекордно низкое количество ошибок (45) и пропустила наименьшее количество хоум-ранов, а также, впервые в истории лиги, сразу шесть её игроков получили награду Золотая перчатка. В Японской серии «Дрэгонс» встречались с «Сэйбу», но проиграли (3—4). В межсезонье к команде присоединились Кэнъити Наката, Тайрон Вудс и Сигэтоси Ямакита.
Введение межлиговых игр в сезоне 2005 доставило команде неприятности, в них она одержала 15 побед и потерпела 21 поражение. Но и без этого «Дрэгонс» выступали слабо: они потерпели поражение в каждой игре первой серии против новичков Па Лиги «Тохоку Ракутэн Голден Иглз», став единственной командой НПБ, проигравшей серию против «Иглз». В какой-то момент «Тюнити» оказался на последнем месте в НПБ, поэтому игру того состава прозвали «Игрой падающего дракона» (яп. 降竜戦 Kouryuusen). Несмотря на это, в Цэ Лиге «Дрэгонс» до последнего боролись с «Тайгерс» за чемпионство, в итоге заняв второе место. Хитоки Ивасэ побил рекорд Кадзухиро Сасаки, оформив 46 сэйвов. По окончании сезона в «Джайентс» ушли Сигэки Ногути и Такаюки Ониси, на место которых пришли Ёсинори Уэда, Кохэй Ода и Юи Томори.
В отличие от предыдущего сезона, в 2006 году «Дрэгонс» играли в качественный бейсбол: Кэнсин Каваками стал лидером лиги по страйк-аутам (194), Ивасэ — по сэйвам (40), Вудс — по хоум-ранам (47) и RBI (144), а Косукэ Фукудомэ — по отбиванию (35,1), также став MVP лиги. 16 сентября в игре с «Тайгерс» Масахиро Ямамото стал самым возрастным питчером в истории НПБ, бросившим ноу-хиттер. Хотя «Хансин» навязывали конкуренцию, «Тюнити» с середины июня удерживал лидерство и, победив 10 октября «Ёмируи», завоевал свой седьмой титул Цэ Лиги. Однако в Японской серии против «Файтерс» дуэт Ара Иба, шедший первым в бэттерской линейке, провалился: Араки, отбивавший первым, завершил серию с результатом 2/18, а Ибата, отбивавший вторым, — с результатом 3/20. Также провалился Вудс, не выбивший ни одного хоум-рана и RBI. В итоге «Дрэгонс» проиграли серию 1—4. В межсезонье команду пополнили Ли Бён Гю, Джо Валентайн, Сантьяго Рамирес, Франклин Грасески, Энрике Рамирес, Рафаэль Крус и Норихиро Накамура.
Хотя в начале 2007 года Фукудомэ выбыл из-за травмы, его смог заменить Масахико Морино. Команда питчеров из Каваками, Асакуры и Накаты показывала хорошую игру, хотя и не очень стабильную, что привело к тому, что «Дрэгонс» вновь заняли второе место. В том году в Центральной лиге была введена Кульминационная серия, в которой «Тюнити» встречался сначала с занявшим третье место «Хансин», а затем с лидировавшим «Ёмиури». Команде удалось одержать пять побед подряд и второй раз подряд выйти в Японскую серию, где вновь встретились с «Ниппон-Хэм». По итогам четырёх игр «Дрэгонс» вели 3—1, и 1 ноября в пятой игре Дайсукэ Ямаи с Хитоки Ивасэ провели совместную совершенную игру. Тем самым «Тюнити» во второй раз истории и впервые за 53 года выиграл титул чемпиона Японии. В Азиатской серии они вышли в финал, где победили южнокорейскую команду «СК Вивернс». В межсезонье команду покинули Рамиресы, Фукудомэ, Томори и Хироюки Ватанабэ, а пополнили Кадзухиро Вада, Томас де ла Роса, Максимо Нельсон и Синъя Окамото.
Сезон 2008 был омрачён многочисленными травмами: выбыли Морино, Ли, Араки, Ибата, Кента Асакура, новичок Ёсихиро Судзуки. Из-за Олимпиады в Пекине часть сезона пропустил Каваками, а Кэнъити Наката и Масафуми Хираи находились в упадке. Их были призваны заменить переведённый в стартеры Акифуми Такахаси и молодые игроки Такуя Асао, Кадзуки Ёсими и Акинобу Симидзу, но все они не отличались стабильностью. При этом продолжал выступать 42-летний Ямамото, ставший самым возрастным игроком в истории НПБ, одержавшим 200 побед. Также страдало нападение: «Дрэгонс» занимали последнее место по среднему проценту отбивания (23,5). Но даже так им удалось занять третье место и выйти в Кульминационную серию. Там они победили «Тайгерс» (2—1), но уступили «Джайентс» (1—3—1). По окончании сезона из «Тюнити» ушли Накамура и Каваками, но пришли Дзюнъити Кавахара, Кэйдзи Ояма, Тони Бланко и Нельсон Паяно. Осенью 2008 года также шесть игроков «Тюнити» были выбраны в состав сборной Японии на Мировую бейсбольную классику, но все они отказались от участия, что вызвало большой ажиотаж в прессе.
Сезон 2009 «Дрэгонс» начали вяло, но за счёт межлиговых матчей смогли вступить в борьбу за лидерство. Однако плохая статистика в матчах против лидировавших «Джайентс» (8 побед и 16 поражений) помешали этому, и в итоге команда закончила сезон на втором месте. В первом раунде Кульминационной серии они победили «Якульт» (2—1), но в финале вновь проиграли «Ёмиури» (1—4). В том году ряд игроков снова показали высокий уровень игры: Чэнь Вэй-Инь стал лидером по ERA (1,53), Ивасэ в третий раз стал лидером по сэйвам (41), Ёсими возглавил лигу по количеству побед (16), а Бланко — по количеству хоум-ранов (39) и хитов (110). Другой стартер, Юдаи Каваи, установил командный рекорд по количеству побед подряд (11). В межсезонье команду карьеру завершили Кадзуёси Тацунами, Кадзуки Иноуэ и Томас де ла Роса, в «Джайентс» перешёл Ацуми Накадзато, а в «Канзас-Сити Роялс» — Паяно. Клуб пополнили Эдвард Вальдес, Дионис Сезар, Хоакин Эрнандес и Кандидо Хесус.
Сезон 2010 «Дрэгонс» начали слабо из-за отсутствия Ибаты, который вновь был травмирован, и Максимо Нельсона, который был арестован в аэропорту Наха за провоз боевых патронов, а после дисквалифицирован на полгода. Однако молодому Наомити Доноуэ удалось заменить Хирокадзу, а после возвращения Нельсона команда набрала темп. У неё было очень слабое нападение, но очень хорошая защита: они были худшей командой НПБ по проценту отбивания (25,9) и количеству ранов (539), но лучшей по ERA (3,29), сэйвам (43) и холдам (113). В середине июля команда установила рекорд японского бейсбола по количеству шат-аутов подряд (5): с 16 по 18 июля по полной игре провели Ямаи, Наката и Чэнь, 19 июля комбинированный шат-аут бросили Синдзи Ивата, Асао и Такахаси, а 20 — Нельсон, Симидзу, Такахаси, Асао, Кавахара, Ивасэ и Хираи. Также «Тюнити» выступал дома куда лучше, чем на выезде: 53 победы, 18 поражений и 1 ничья против 26 побед, 44 поражений и 2 ничьих. К 1 октября «Дрэгонс» делили с «Тайгерс» первую строчку, но последние проиграли «Хиросиме», и команда из Нагои выиграла свой восьмой титул чемпионов Цэ Лиги. Ивасэ в очередной раз стал лидером лиги по сэйвам (42), а Кадзухиро Вада, выбивший рекордные в карьере 37 хоум-ранов, был назван самым ценным игроком. В финале Кульминационной серии «Дрэгонс» разобрались с «Джайентс» (4—1) и впервые за три года вышли в Японскую серию, где проиграли «Тиба Лотте Маринерс» (2—4—1). В шестой игре был установлен рекорд серии по продолжительности: матч длился 5 часов 43 минуты, состоял из пятнадцать иннингов и закончился ничьей 2—2. В межсезонье в команду пришли Такахиро Саэки, Хоэль Гусман, Феликс Карраско, Эниэльберт Сото и Тацуо Киносита.
В 2011 году «Дрэгонс» показали лучший результат в межлиговых играх среди всех команд Центральной лиги, однако травмы Такахаси, Накаты, Ямамото, Бланко, Танисигэ и Ибаты привели к ослаблению состава, и в июле команда потеряла темп. К началу августа она отставала от лидировавших «Суоллоуз» на 10 игр, а к 10 августа опустилась на пятое место. Однако благодаря надёжной игре питчеров и переводу реливера Сото на позицию стартера «Дрэгонс» смогли подняться до второго места, а в сентябре, с возвращением Танисигэ, Бланко и Ибаты, а также благодаря молодому Ёхэю Осиме, команда начала сокращать разрыв до «Якульта». В разгар чемпионской гонки, 22 сентября, было объявлено, что Отиаи покинет «Тюнити» по окончании сезона, а новым менеджером станет Моримити Такаги. 6 октября было объявлено также об отставке всего тренерского штаба. По словам Танисигэ, «Отиаи был уволен из-за снижения посещаемости на домашних играх». На момент этого объявления «Дрэгонс» занимали первое место. 18 октября в матче против «Иокогамы» Бланко выбил уок-офф хоум-ран, и команда из Нагои выиграла свой девятый вымпел Цэ Лиги, впервые одержав победу два года подряд. Также впервые в истории НПБ чемпион лиги имел худший процент отбивания (22,8) и худшее количество ранов (419). Реливер Такуя Асао с ERA 0,41 и 45 холдами был назван самым ценным игроком Центральной лиги. В Кульминационной серии «Дрэгонс» обыграли «Суоллоуз» и вышли в Японскую серию. Перед ней «Тюнити» покинули Хесус, Карраско и Гусман. В финале против «Фукуока Софтбэнк Хокс» команда проиграла все три домашних игры, что привело к поражению в серии 3—4. «Дрэгонс» стали шестой командой в истории НПБ, проигравшей серию дважды подряд. Зимой «Тюнити» покинули Чэнь, Кавахара, Саэки, Киносита и Кэйдзи Ояма. Спустя десять лет после ухода вернулся Такэси Ямасаки, а спустя четыре — Кэнсин Каваками. Также команду пополнили Масааки Коикэ, Виктор Диас и Хорхе Соса.
8 мая 2012 года «Дрэгонс» захватили лидерство в таблице и удерживали его до 30 июня. В межлиговых играх они были второй командой Цэ Лиги после «Джайентс», которые в конечном итоге перехватили лидерство и оставили «Тюнити» на втором месте. Кадзуки Ёсими стал лидером лиги по ERA (1,65) и победам (18). Команда обновила свой рекорд, одержав 14 побед подряд на «Нагоя Доум». Сразу по окончании регулярного сезона карьеру завершили Такаси Огасавара и Хидэнори Курамото. В первом раунде «Дрэгонс» победили «Суоллоуз» (2—1), однако в финале проиграли «Ёмиури» (3—4). В этой серии команде не смогли помочь травмированные Ёсими и Бланко. В межсезонье «Тюнити» покинули Масафуми Хираи, Юити Хисамото, Нельсон и Диас, а пополнили Брэд Бергесен, Эктор Луна, Даниэль Кабрера, Мэтт Кларк и Тацуро Ивасаки. Следующие 12 лет команды станут известны как «Тёмные века»: в период с 2013 по 2024 года «Дрэгонс» 11 раз занимали место во второй половине таблицы, в том числе четыре раза последнее место.

### «Тёмные века» (2013—н.в.)
Хотя 28 июня 2013 года в матче против «Бэйстарз» Ямаи бросил ноу-хиттер, в целом команда выступала плохо: к концу апреля они занимали последнее место, и в конечном итоге впервые за 23 года заняли четвёртое место, проиграв хотя бы одну серию всем пяти командам лиги и впервые пропустив Кульминационную серию. В середине года к команде присоединился Уорнер Мадригаль, но ушёл сразу по окончании сезона. Также «Тюнити» покинули Бергесен, Ямасаки, Кларк, Луна, Ибата и Кэнъити Наката. С поста менеджера ушёл Моримити Такаги, и его пост занял Мотонубу Танисигэ, став третьим в истории «Дрэгонс» и первым со времён Акиры Ногути в 1955 году играющим менеджером. Отиаи стал первым генеральным директором команды, а её владельцем — директор Тюнити симбун Такао Сасаки. Новыми игроками стали Такахито Кудо, Митихиро Огасавара, Андерсон Эрнандес и Алексис Гомес, а также после пятилетнего отсутствия вернулся Паяно.
Танисигэ строил оборонительный бейсбол, что было достаточно эффективно, но на ранних стадиях команда была вялой. Ситуацию удалось исправить благодаря межлиговым играм, а также благодаря приобретённому Синго Такэяме и обмененному из «Баффалос» на Кёхэя Ивасаки Таики Мицумате. В конце июля «Дрэгонс» отставали от лидировавших «Джайентс» всего на пять игр, но из-за травм Вады и Ивасэ, а также провала питчеров, они закончили месяц с командным антирекордом в 20 поражений. 5 сентября 49-летний Масахиро Ямамото вышел в единственном своём старте в сезоне против «Тайгерс» и провёл на горке пять иннингов, не пропустив ни рана, таким образом побив рекорд Синдзи Хамадзаки как самого возрастного питчера, выигравшего игру, который держался с 1950 года. Однако 20 сентября «Тюнити» проиграл серию «Хансину», а 23 сентября — «Ёмиури», впервые с 1986 года проиграв две серии подряд, и в итоге вновь закончил сезон на четвёртом месте. В межсезонье команду покинули Паяно и Кобрера, а также Кодзи Мисэ, Масато Кобаяси и Ёсихиро Судзуки, завершившие карьеру. Новыми игроками стали Кёхэй Камэдзава, Томоя Яги, Рауль Вальдес, Амори Ривас и Рикардо Нанита.
Сезон 2015 «Дрэгонс» начали с трёх проигранных серий подряд, чего с ними не случалось с 1985 года. К апрелю команда выправила положение, вступив в борьбу с «Суоллоуз» за первое место, но вскоре опустилась в подвал таблицы. 7 апреля, одержав верх над «Маринерс», «Тюнити» стал третьей командой НПБ после «Ёмиури» и «Хансин», одержавшей 5000 побед. 11 июня в игре с тем же соперником Кадзухиро Вада стал 45-м игроком в истории японского бейсбола и четвёртым игроком в истории команды, набравшим 2000 хитов. Впервые за три года команда в межлиговых играх имела отрицательную разницу побед и поражений. Июнь и первую половину сезона «Дрэгонс» впервые с 1995 года закончили на последнем месте. В конечном итоге команда завершила год на пятом месте, став лидером по количеству ошибок (94), больше половины которых (53) совершили инфилдеры. В межсезонье команду покинули Кента Асакура, Огасавара, Вада, Каваками, Ривас, Луна, Перес, Сома Ямаути и старейший действующий питчер НПБ, 50-летний Ямамото, выступавший за «Тюнити» на протяжении 32 лет. Их место заняли Синносукэ Огасавара, Хитоси Тамура, Сёта Оба, Джордан Норберто, Хуан Хайме и Даян Висьедо. Танисигэ завершил карьеру и полностью сосредоточился на обязанностях менеджера.
В 2016 году команда праздновала 80-летний юбилей; в честь этого был снят рекламный ролик с участием Кадзухиро Вады. Благодаря игре Висьедо «Дрэгонс» держались вверху таблицы, но нестабильные выступления Кёдзи Фукутани, который был в итоге отправлен во вторую команду, не позволили закрепиться. В середине июня состав пополнил Лейсон Септимо, а 14 июля — Хироки Кондо. 9 августа было объявлено об отпуске (фактически об отставке) Танисигэ и тренера по ловле Саэки. Исполняющим обязанности менеджера был назначен главный тренер Сигэкадзу Мори. Он начал с 12 поражений подряд. После поражения от «Хансин» команда впервые с 1997 года к 25 сентября оказалась на последнем месте, а после проигранной игры с «Джайентс» спустя два дня впервые за 52 года набрала 81 поражение. Ни один питчер не одержал двузначного количества побед и не отыграл необходимое количество иннингов, что стало первым случаем в истории «Тюнити» с момента создания НПБ. Также страдало нападение: 500 набранных ранов и 89 хоум-ранов были худшими результатами в лиге, а средний процент отбивания 24,5 — пятым. Тем не менее, было объявлено о продлении Мори на следующий сезон. Под первым общим номером на драфте был выбран Юя Янаги. Также команду пополнили Алекс Герреро, Элвис Араухо, Хорхе Рондон, Райдель Мартинес, Юнки Кисимото и Такуя Мицумо. Ещё по ходу сезона карьеру завершил Ивата, так же поступили Тамура и Оба. Отиаи покинул свой пост в январе следующего года.